# 霧中的奇幻小鎮
《霧中的奇幻小鎮》（日语：霧のむこうのふしぎな町）是由日本作家柏葉幸子於1975年發表的長篇奇幻小說。

## 劇情簡介
一名小學6年級女孩上杉莉娜（上杉リナ）於暑假時，在父親提議之下前往一處叫「霧之谷」（霧の谷）的小城鎮旅行。
因霧之谷是鮮為人知的地方，讓莉娜花費一番功夫才到達，並且發現這裡是個如同異世界般地奇妙小鎮。
隨後莉娜前往鎮上一名叫皮考特（ピコット）老婦人的莊園居住時，得知必須以工作換取居住的權利。而莉娜便在工作過程中與霧之谷上的各種人物接觸，慢慢地讓內心有所成長。

## 引用
日本動畫導演宮崎駿曾有將《霧中的奇幻小鎮》改編成動畫的念頭，雖然此構想提案未有實現的機會，但之後在他2001年執導的《神隱少女》裡有將小說的一些情節改編套用在該作品上。在近藤喜文执导的动画电影《侧耳倾听》中也曾出现了这本小说。

## 榮譽
- 大阪國際兒童文學館最佳兒童讀物之一[4]
- 1974年第15届讲谈社儿童文学新人奖获奖作品之一
- 1976年第9届日本儿童文学者协会新人奖获奖作品之一